# Dennis Panipitchai
Dennis Panipitchai SDB (ur. 27 lipca 1958 w Colachel) – indyjski duchowny rzymskokatolicki, od 2018 biskup pomocniczy Miao.

## Życiorys
Święcenia kapłańskie przyjął 27 grudnia 1991 w zakonie salezjanów. Pracował głównie w zakonnych szkołach na terenie Indii. W 2012 mianowany radnym indyjskiej inspektorii.
8 czerwca 2018 papież Franciszek mianował go biskupem pomocniczym Miao ze stolicą tytularną Aggersel. Sakrę biskupią otrzymał 2 sierpnia 2018.